# 登壇必究
登壇必究是一部明代的兵書，作者為王鳴鶴，印刷於1599年（明萬曆27年），共40卷，560幅以上的插圖。主題含有天文、占星、地理、戰略規劃、任命將領、訓練部隊、賞罰、探敵、防禦、戰役戰術、海戰機械、人和馬的醫療、海河運輸、通訊等等。